# Calle Stuyvesant
La calle Stuyvesant (en inglés, Stuyvesant Street)) es una de las calles más antiguas del distrito de Manhattan de la ciudad de Nueva York. Corre en diagonal desde la calle 9 en la Tercera Avenida hasta la calle 10 cerca de la Segunda Avenida, todo dentro del vecindario de East Village, en Manhattan (Estados Unidos). La mayor parte de la calle está incluida en el distrito histórico de San Marcos.
Aunque la calle corre en diagonal en relación con la cuadrícula de calles de Manhattan, geográficamente es una de las pocas calles verdaderas de este a oeste en Manhattan, ya que la mayor parte de la cuadrícula corre de sureste a noroeste con un desplazamiento de 28,9 grados. Es una calle de un solo sentido, en dirección este.

## Historia y descripción
La calle Stuyvesant originalmente corría hacia el este a través de la granja o "bowery" de Petrus Stuyvesant desde Bowery Road, que hoy es la Cuarta Avenida, hasta la casa solariega de Stuyvesant. La casa señorial se incendió en octubre de 1778 y la familia vendió el cementerio y la capilla restantes, que hoy en día es el sitio de la Iglesia de San Marcos en Bowery.
Durante gran parte de los siglos XVIII y XIX, la calle Stuyvesant siguió siendo una vía importante y una calle de mercado, pero hoy en día es una calle pintoresca con casas unifamiliares y edificios de apartamentos, y se usa a menudo para rodajes de películas de "Old New York". Todo el lado norte de la calle Stuyvesant, del n.° 21 al n.° 37, y el lado sur del n.° 42 al 46, son parte del distrito histórico de St. Mark creado en 1969 por la Comisión de Preservación de Monumentos Históricos de la Ciudad de Nueva York para proteger el área. alrededor de la Iglesia de San Marcos. Además, Hamilton Fish House en 21 Stuyvesant Street, también conocida como Stuyvesant Fish House, es un hito de la ciudad de Nueva York propiedad de Cooper Union y ocupado por su presidente.
El Plan de los Comisionados de 1811 requería el uso estricto de una red en Manhattan, pero la calle Stuyvesant fue una excepción. En el siglo XX, esta corría hacia el este hasta la Segunda Avenida, frente a la Iglesia de San Marcos en el Bowery, pero la parte de la calle entre la Calle 10 y la Segunda Avenida, directamente en frente de la iglesia, ahora es Parque Abe Lebewohl. Por razones de patrón de calles, esta pequeña parcela de tierra había sido convertida en un área de descanso en 1938 por la Works Progress Administration y la palaza de St. Mark, pero en la década de 1970 se había vuelto sucia y plagada de drogas. Marilyn Appleberg, presidenta de la Asociación de Bloques de las Calles 10 y Stuyvesant, descubrió que este terreno en realidad estaba bajo los auspicios del Departamento de Parques de la ciudad, que era responsable de su mantenimiento. En 1980, junto con Beth Flusser y Abe Lebewohl, el propietario del cercano Second Avenue Deli, iniciaron una petición para salvar el parque. El 4 de marzo de 1996, Lebewohl fue asesinado a tiros mientras realizaba una transacción bancaria en un banco del vecindario. Ese mismo año el parque pasó por una renovación largamente esperada por parte del Departamento de Parques. Appleberg luchó para que se cambiara el nombre del parque en honor a Lebewohl y volvió a ganar. En 2012, la Sociedad para la Preservación Histórica de Greenwich Village otorgó a Appleberg un Premio Village en reconocimiento a sus muchos esfuerzos en el vecindario.
Otra sección de la calle original entre las avenidas Tercera y Cuarta se convirtió en la ubicación de un edificio de toda la cuadra, 45 Cuarta Avenida, construido en 1960 para ser parte del campus de Cooper Union.
Al este de la Segunda Avenida, todavía hay varios edificios cuyas huellas se ajustan al camino este-oeste de la calle Stuyvesant. Los ejemplos incluyen 322 East 12th Street y 407 East 12th Street.

## En la cultura popular
- En la película La intérprete (2005), el personaje de Nicole Kidman vive en la calle 10 con Stuyvesant.[5]